# Фризия (провинция)
 Тази статия е за провинцията на Нидерландия.  За историческата област вижте Фризия.  
Фризия (на нидерландски: Friesland Friesland, западнофризийски: Fryslân) е провинция, разположена в северната част на Нидерландия и е част от историко-географския регион Фризия, който се обхваща територии от Кралство Нидерландия, Германия и много малка част от Кралство Дания.
Фризия е с обща площ 5748,74 км², от които 2407,04 км² са водна площ. Населението на провинцията е 645 342 жители, гъстотата е 193 души на км². Провинцията има 31 общини, като най-голямата е Леуварден.
Столица на провинцията е град Леуварден (западнофризийски: Льоуверт), който има население от близо 91 000 души. От 2017 г. Арно Брак е кралският комисар за провинцията. Коалиция, състояща се от Лейбъристката партия, Християнския демократичен апел и фризийската национална партия формират изпълнителната власт. Провинцията е разделена на 24 общини.
Фризия се различава от останалите провинции на Нидерландия с това, че притежава собствен език – западнофризийски език, който също се използва и в малка част от съседната провинция Гронинген. Западнофризийският език е официален език, заедно с нидерландския.

## Топонимия
През 1996 година Фрийзландските щати (местен съвет) взема решение, че официалното име на провинцията трябва да следва западнофризийската форма, а не нидерландската. Вследствие на това изписването се променя от Фрийзландия („Friesland“) на „Фрислон“ („Fryslân“). През 2004 г. нидерландското правителство потвърди това, като постави основата на тригодишна схема, в която да се следи за изпълнението на промяната и културна програма.
Провинция Фризия (Фрийсланд) бива назовавана от време на време „Фризия“ на други езици, а също и от Хано Бранд, директор на отдела по история и литература към Фризийската академия от 2009 г. Англо-езичната версия на Фризисйкия провинционален съвет назовава провинцията „Фрислон“ („Fryslân“). В българската академична среда все още не се е провел дебат как и дали да бъде адаптирано наименованието на провинцията в българския език.

## История

### Праистория
Фризите (фризийците) са били подвижни германски племена, които са се заселили около Северно море, след разпада на „Келтска Европа“ през 4 в. пр. Хр.

### Фризийската свобода
Модерни времена

## Транспорт

### Пътища
- Транспортни възли: Хееренвеен, Йоуре Леюварден и Зюрих
- Национална пътна мрежа: А6, А7, А31 и А32
- Общински пътища: N351, N353, N354, N355, N356, N357, N358, N359, N361, N369, N380, N381, N383, N384, N390, N392, N393, N712, N910, N913, N917, N918, N919, N924, N927, N928 и N979.

В провинция Фризия има 12 акведукта, 6 от които са част от националната пътна мрежа.

### Железопътна мрежа
На територията на Фризия има 4 жп линии.
- Леуварден – Зволе. Изпълнява се от Нидерландските железници. Спирките във Фризия са: Леуварден – Хроу-Ийрнсум – Аккрум – Хееренвеен – Хееренвеен леден стадион и Волвега.
- Леуварден – Хронинген. Изпълнява се от Арива. Спирките във Фризия са: Леуварден – Ахтер де Ховен – Леуварден Камингхабюрен – Хюрдегарип – Феанвалден – Де вестереен (Зваагвестеинде) и Бяутенпост.
- Леуварден – Харлинген. Изпълнпва се от Арива. Спирки: Леуварден – Дайнум – Дронрип – Франекер – Харлинген и Пристанище Хралинген (Хралинген порт).
- Леуварден – Ставорен. Изпълнява се от Арива. Спирки: Леуварден – Мантгум – Снеек Север – Снеек – Айст – Воркум – Хинделоопен – Коудум-Молверюм и Ставорен.

Предишни железопътни линии: Леуварден – Анюм, Стийнс – Харлинген и Цумарюм – Франекер. Нидерландската трамвайна компания е имала няколко трамвайни линии във Фризия.
Бъдещи железопътни линии: Жп линия Хееренвеен – Драхтен – Хронинген, или поне част от нея е възможен компесаторен проект преди края на Южноморската линия (Зяюдерзееляйн).

## Медия
Ежедневниците Friesch Dagblad и Leeuwarder Courant излизат основно на нидерландски. Omrop Fryslân е обществената медия, която излъчва радио и телевизионни програми основно на фризийски.